# Номерні знаки Ватикану

Номерні знаки Ватикану

Код Ватикану для міжнародного руху ТЗ — (V).
Номерні знаки Ватикану побудовано керуючись італійськими стандартами.

## Номерні знаки для вищих посадових осіб
Номерні знаки для автотранспорту вищих посадових осіб Ватикану, в тому числі для використання на папамобілі, мають червоні символи на білому тлі та формат S.C.V.1, де літери означають абревіатуру Stato della Città del Vaticano (Держава-місто Ватикан), 1 — порядковий номер.
| S.C.V.1 |

## Номерні знаки державного транспорту

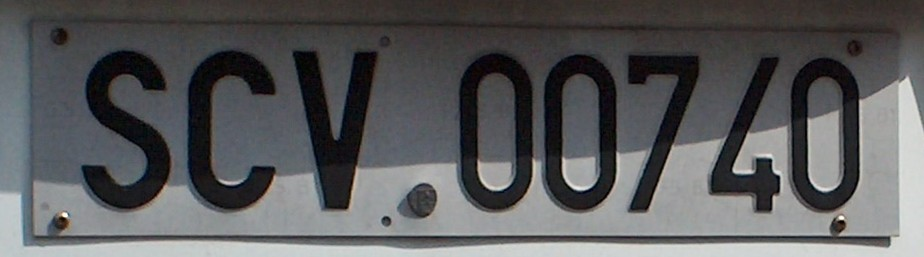
Задній номерний знак

Номерні знаки для державного автотранспорту мають чорні символи на білому тлі та формат SCV.12345, де літери означають абревіатуру Stato della Città del Vaticano (Держава-місто Ватикан), 12345 — порядковий номер. Номерні знаки для мотоциклів та тракторів державного підпорядкування є дворядковими і мають формат SCV/1234.
| SCV.00567 |

## Номерні знаки приватного транспорту

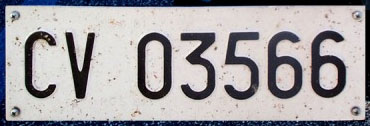
Передній номерний знак резидентів

Номерні знаки для приватного автотранспорту резидентів Ватикану мають чорні символи на білому тлі та формат CV.12345, де літери означають абревіатуру Città del Vaticano (Місто Ватикан), 12345 — порядковий номер. Номерні знаки для мотоциклів резидентів Ватикану є дворядковими і мають формат CV/1234.
| CV.00678 |

## Тестові номерні знаки

Тестовий номерний знак

Тестові номерні знаки можуть використовуватися для пробних поїздок незареєстрованими ТЗ. Такі номерні знаки є дворядковими. В верхньому рядку розташовано напис PROVA (Тест) червоними літерами, в нижньому рядку чорними символами розташовано комбінацію SCV1, де SCV — Stato della Città del Vaticano (Держава-місто Ватикан), 1 — порядковий номер.